# Jean-François Mathé
Pour les personnes ayant le même patronyme, voir Mathé.
Jean-François Mathé, né le 30 mai 1950 à Fontgombault (Indre) et mort le 29 novembre 2023 à Faye-l'Abbesse (Deux-Sèvres), est un poète et illustrateur français.

## Biographie
Après avoir fait ses études de lettres à la faculté de Poitiers, Jean-François Mathé devient professeur de lettres. Il enseigne au collège de Loudun durant deux ans, puis au lycée de Thouars dans les Deux-Sèvres comme professeur agrégé en lettres modernes. 
La découverte du recueil de Paul Éluard, Capitale de la douleur pendant son adolescence, puis les surréalistes mais également Philippe Jaccottet, Jacques Dupin, René Char, Yves Bonnefoy… sont des influences déterminantes pour son engagement dans la poésie et l’écriture. Il publie des chroniques dans la revue Friches depuis 1999, et fait partie de son comité de rédaction. Son œuvre poétique est couronnée par différents prix. Claude-Michel Cluny remarque les influences qu'il a reçues de du Bellay et Supervielle. Privilégiant le vers libre jusqu’en 1999, Mathé donne une plus large part aux poèmes en prose dans son recueil Le Ciel passant, paru en 2003.
Il s’adonne aussi au dessin d’humour de 1970 à 1980. Ses dessins paraissent dans La Vie, Télérama, Encre Libre, Gulliver, Tribune socialiste… Il illustre en 1976 les Culbuteurs, et en 1985 La Fête des ânes ou la Mise à mort du livre, de René Rougerie,. En 2011, il a aussi signé le dessin de couverture de l'ouvrage collectif Du côté de chez René Rougerie, publié aux éditions de La Jointée.
Il meurt le 29 novembre 2023 à Faye-l'Abbesse, à l'âge de 73 ans, après plusieurs jours d'hospitalisation. 

## Distinctions
- Prix Antonin-Artaud, 1988.
- Prix du Livre en Poitou-Charentes, 1999[4].
- Prix Roger-Kowalski, 2002.
- Grand prix international de poésie Guillevic-Ville de Saint-Malo, pour l'ensemble de son œuvre, 2013.

## Publications
- J’ai demain pour mémoire, J. Millas-Martin, Paris, 1971.
- L’Inhabitant, Rougerie, Mortemart, 1972.
- Instants dévastés, Rougerie, Mortemart, 1976.
- Ou bien c’est une absence, Rougerie, Mortemart, 1978.
- Mais encore, Rougerie, Mortemart, 1981.
- Navigation plus difficile, Rougerie, Mortemart, 1984.
- Contractions supplémentaires du cœur, Rougerie, Mortemart, 1987, prix Antonin-Artaud 1988.
- Corde raide fil de l’eau, Rougerie, Mortemart, 1991.
- Saisons surgies, Rougerie, Mortemart, 1993.
- Sous des dehors, Rougerie, Mortemart, 1995.
- Passages sous silence, livre d’art illustré par Minons Meininger, éd. Maldoror, Berlin, 1996.
- Le temps par moments, Rougerie, Mortemart, 1999  (ISBN 2-85668-051-8), prix du Livre en Poitou-Charentes 1999.
- Le ciel passant, Rougerie, Mortemart, 2002  (ISBN 2-85668-090-9), prix Kowalski de la ville de Lyon.
- Agrandissement des détails, Rougerie, Mortemart, 2007.
- Chemin qui me suit précédé de Poèmes choisis 1987-2007, Rougerie, Montmart
- Bibliographismes - Bibliocencenadis, co-auteur Jan Dau Malhau, Chamin de Sent-Jaume, 2011.
- La vie atteinte, Rougerie, Mortemart 2014.
- Retenu par ce qui s'en va, Folle avoine, 2016.
- Vu, vécu, approuvé., Le Silence qui roule, 2019

### Pour la jeunesse
- Poèmes poids plume, illustré par François Baude, Le Dé bleu, Chaillé-sous-les-Ormaux, 1998  (ISBN 2-84031-082-1).
- Grains de fables de mon sablier, illustré par Charlotte Bergham, Les Carnets du dessert de lune, 2014.

#### En anthologies
- Alain Bosquet, Anthologie de la poésie française, Les trente dernières années, Le Cherche midi.
- Des poètes en Poitou-Charentes, Rougerie, coll. Poésie Présence.
- Panorama de la poésie française, Québec, Moebius.